# Olof Ahlberg (entomolog)
Victor Olof Ahlberg, född 3 juni 1893 i Halmstad, död 28 augusti 1967 i Stockholm, var en svensk entomolog.
Ahlberg avlade filosofie licentiatexamen i Lund 1933. Han var anställd på Centralanstalten för försöksväsendet på jordbruksområdet från 1918 och började 1933 vid Statens växtskyddsanstalt, där han var avdelningsföreståndare från 1943. 
Ahlbergs forskningsområde var sjukdomar och skadedjur på odlade grödor och trädgårdsväxter. Han utgav ett flertal arbeten om praktisk entomologi, varav de viktigaste arbeten behandlar rönnbärsmalen och de svenska tripsarna, där han gav en omfattande redogörelse för undersökningar utförda 1921–1926.